# منظم حرارة قابل للبرمجة

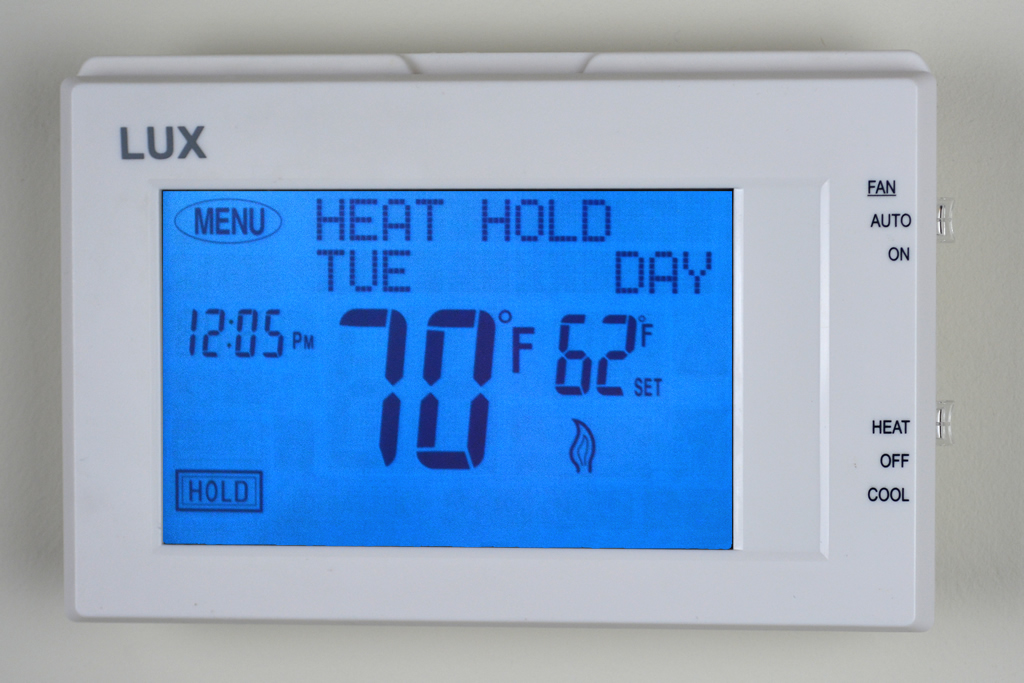

منظم الحرارة القابل للبرمجة هو  منظم حرارة مصمم لتعديل درجة الحرارة وفق سلسلة من الإعدادات المبرمجة التي تتفعل في أوقات مختلفة من اليوم. تعرف منظمات الحرارة القابلة للبرمجة أيضًا باسم منظمات الحرارة المبرمجة أو منظمات الحرارة الساعية.

## فوائده
تصبح مفاقيد التسخين والتبريد من مبنى ما (أو أي مكان مغلق آخر) أكبر مع زيادة الفرق في درجة الحرارة. يسمح منظم الحرارة القابل للبرمجة بتخفيض هذه المفاقيد عن طريق السماح لفرق درجات الحرارة بالانخفاض في الأوقات التي لا يهم فيها تخفيض كمية التبريد أو التسخين.
على سبيل المثال، في فصل التبريد يمكن ضبط منظم الحرارة المستخدم في المنزل بحيث يسمح لدرجة الحرارة في المنزل بالارتفاع أثناء ساعات الدوام حين لا يكون هناك أحد في المنزل. يمكن بعدها ضبطه لتشغيل تكييف الهواء قبل وصول السكان، ما يسمح للبيت بأن يبرد عند وصول السكان مع توفير طاقة تكييف الهواء خلال ذروة درجات الحرارة في الخارج بنفس الوقت.
ينقص تخفيض التبريد المطلوب في اليوم كذلك الطلب على شبكة التغذية الكهربائية.
بالعكس، في فصل التسخين، يمكن ضبط منظم الحرارة القابل للبرمجة بحيث يسمح لدرجة الحرارة في المنزل بالانخفاض أثناء خلو المنزل من السكان خلال اليوم وكذلك في الليل عند خلود الجميع للنوم، ثم يعاد تسخين المنزل قبل وصول الساكنين إلى المنزل في المساء أو قبل استيقاظهم في الصباح. بما أن معظم الناس ينامون بشكل أفضل عندما تكون الغرفة أبرد وفرق درجات الحرارة بين داخل المنزل وخارجه يكون أعظميًّا في ليالي الشتاء الباردة، فإن هذا يقلل هدر الطاقة.
توجد سيناريوهات مشابهة في الأبنية التجارية، مع أخذ أنماط حركة السكان بعين الاعتبار.
وفقًا لمجلة كونسيومر ريبورتس، تستطيع منظمات الحرارة القابلة للبرمجة تخفيض فواتير الطاقة بنحو 180 دولارًا في العام.

## الجدل
قد تستطيع منظمات الحرارة القابلة للبرمجة توفير الطاقة عند استخدامها بشكل صحيح، لكنها أظهرت فعليًّا توفيرًا ضئيلًا أو معدومًا في دراسات المجال السكني. يبدو أن صعوبة استخدام المنظمات القابلة للبرمجة في البيئة السكنية تقود إلى عدم استمرارية توفير الطاقة في المنازل. بحسب وكالة حماية البيئة في الولايات المتحدة الأمريكية فيما يخص منظم الحرارة القابل للبرمجة: «لا تشير الدراسات المتوافرة إلى توفير بسبب تركيب منظم الحرارة القابل للبرمجة. تشير بعض الدراسات إلى ازدياد طفيف في الاستهلاك». هذا مدعوم بدراسات أجراها نيفيوس وبيغ، وكروس وجود، وآخرون، ولبريفر وزملائه مراجعة حديثة للموضوع.
بالإضافة إلى ازدياد استهلاك الطاقة المحتمل، انتُقدت منظمات الحرارة الرقمية القابلة للبرمجة بسبب ضعف قابليتها للاستخدام. وجدت عدة دراسات أن برمجة منظمات الحرارة الرقمية القابلة للبرمجة أمر صعب على المستخدمين وأن الأشخاص المسنين بالتحديد يعانون مع استخدامها.
لوحظ أن استخدام منظمات الحرارة القابلة للبرمجة يعيقه سوء فهم خاصية الإراحة، أي تخفيض كمية التسخين أو التبريد في احتياجات المبنى لفترة قصيرة (مثلًا في الليل أو عندما لا يكون المكان مأهولًا). الاعتقاد السائد هو أن السماح للمبنى بتغيير درجة الحرارة يصبح على نظام التبريد أو التسخين أن «يعمل بجهد أكبر» للعودة إلى درجة حرارة مريحة، ما يلغي أثر الطاقة الموفرة خلال ساعات تخفيض التبريد أو التسخين أو حتى يفوقها. في الواقع، إذا ضبطت ميزة الإراحة وإعادة التشغيل بشكل صحيح فقد تنتج توفيرًا في الطاقة بمقدار 5 إلى 15% لأن  انتقال الحرارة بين بنية ما والوسط المحيط بها يتناسب طردًا مع فرق درجات الحرارة بين داخل البنية وخارجها.